# Wardzanka
Wardzanka (Bembix rostrata) – gatunek żądłówki z rodziny Otrętwiaczowatych (Crabronidae). Tworzy kolonie składające nawet z kilkuset osobników. Podobnie jak inne grzebaczowate, również wardzanka kopie norki w piasku gdzie kładzie złapaną ofiarę (są nimi głównie muchówki), a potem składa w nich jaja. Jest podobna do osy, lecz większa i masywniejsza. W przeciwieństwie do osy ma spore oczy.

## Opis
Wielkość: Do 25 mm długości.
Długość życia: Postać dorosła około miesiąca.
Pożywienie: Nektar, spadź.
Występowanie: Niemal cała palearktyka.
Siedlisko: Tereny piaszczyste, wydmy, skraje lasów.

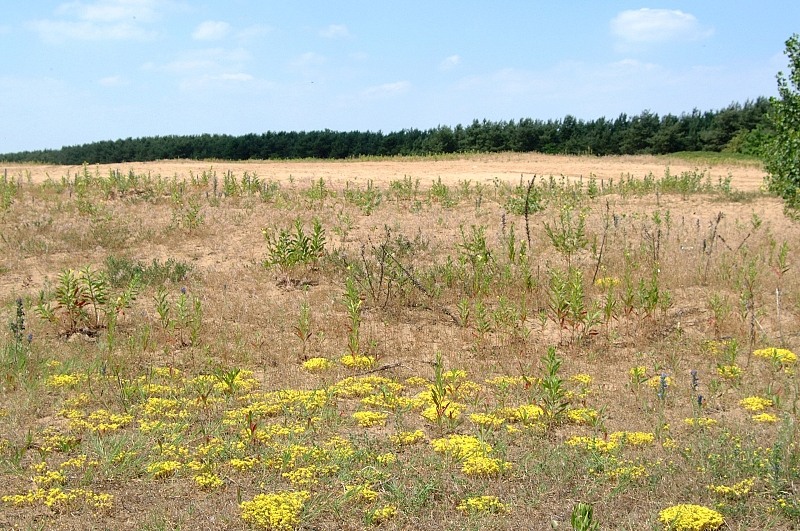
Miejsce występowania, czyli tereny suche